# 法蒂玛·扎赫拉·加尔达迪
法蒂玛·扎赫拉·加尔达迪（[فاطمة الزهراء غردادي] 错误：{{Langx}}：參數 |links= 和 |link= 衝突（帮助），1992年3月20日—），摩洛哥女子田径运动员，主攻长跑，2023年阿拉伯田径锦标赛半程马拉松银牌得主、2023年世界田径锦标赛女子马拉松铜牌得主。